# Julien Loubet
Julien Loubet (Toulouse, 11 januari 1985) is een voormalig Frans wielrenner. Hij werd in juli 2005 prof bij AG2R Prévoyance en reed vervolgens zes en een half seizoen bij deze formatie. Op 16 april 2018 beëindigde Loubet zijn carrière. Hij stond op dat moment onder contract bij Euskadi Basque Country-Murias, maar heeft voor dat team geen koersen gereden. 

## Belangrijkste overwinningen
2003
Classique des Alpes, Junioren
2004
 Frans kampioen op de weg, Beloften
2010
2e etappe Ronde van Gabon
Jongerenklassement Ronde van Gabon
2014
4e en 10e etappe Ronde van Marokko
Eindklassement Ronde van Marokko
4e etappe Ronde van Gironde
2015
 Bergklassement Ster van Bessèges
Parijs-Camembert
3e etappe Circuit des Ardennes (ploegentijdrit)
2017
Ronde van de Finistère
1e etappe Route du Sud

## Resultaten in voornaamste wedstrijden
| Jaar | Ronde van Italië | Ronde van Frankrijk | Ronde van Spanje |
| ---- | ---------------- | ------------------- | ---------------- |
| 2006 |                  |                     |                  |
| 2007 | opgave           |                     |                  |
| 2008 |                  |                     | 70e              |
| 2009 | opgave           |                     | opgave           |
| 2010 |                  |                     |                  |
| 2011 |                  |                     |                  |
| 2015 |                  |                     |                  |
| 2016 |                  |                     |                  |

| Jaar | Amstel Gold Race | Luik-Bast.‑Luik | Ronde van Lombardije | Waalse Pijl | Parijs-Tours |
| ---- | ---------------- | --------------- | -------------------- | ----------- | ------------ |
| 2006 |                  |                 | opgave               |             |              |
| 2007 |                  | opgave          | 93e                  | 38e         |              |
| 2008 | opgave           | 72e             |                      |             |              |
| 2009 | opgave           | opgave          | opgave               |             |              |
| 2010 |                  |                 | opgave               |             |              |
| 2011 |                  |                 |                      |             | opgave       |
| 2015 |                  |                 |                      |             | opgave       |
| 2016 |                  | opgave          |                      | 133e        |              |

## Ploegen
- 2005 –  AG2R Prévoyance (vanaf 8-7)
- 2006 –  AG2R Prévoyance
- 2007 –  AG2R Prévoyance
- 2008 –  AG2R La Mondiale
- 2009 –  AG2R La Mondiale
- 2010 –  AG2R La Mondiale
- 2011 –  AG2R La Mondiale
- 2015 –  Team Marseille 13 KTM
- 2016 –  Fortuneo-Vital Concept
- 2017 –  Armée de Terre
- 2018 –  Euskadi Basque Country-Murias